# Celso Kindermann
Celso Kindermann (Braço do Norte, 4 de março de 1929 — Braço do Norte, 27 de fevereiro de 2006) foi um empresário e político brasileiro.

## Vida
Filho de Fernando Kindermann e de Áurea Ana Uliano Kindermann. Casou com Felícia Meurer Kindermann, em 10 de julho de 1952.

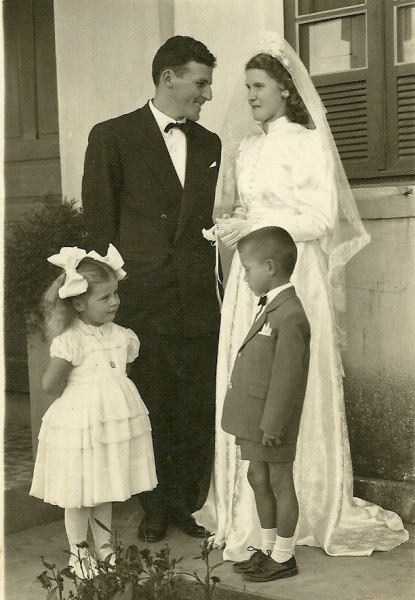
Casamento de Celso Kindermann e Felicia Meurer Kindermann, 10 de junho de 1952, em Braço do Norte.

## Carreira
Foi cobrador de ônibus, motorista de caminhão, comerciante e empresário do ramo de transportes.

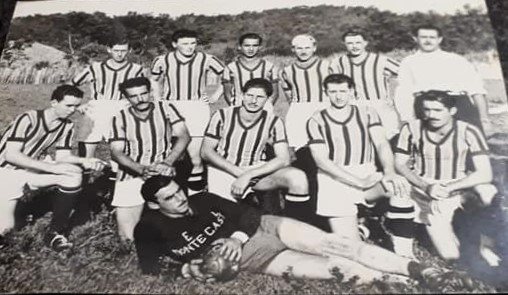
Esquadra do Sete de Setembro de Braço do Norte, ca. 1950. Em pé, da esquerda para a direita: Odilio Koch, Celso Kinderman, Piava, Osvaldo Michels, Moacir Rocha, Satiro Soares. Agachados: Isau O.de Souza, Bento Joaquim Rogério, Rui Fraga, Osni Koch, Mário Brognoli. Goleiro: Ney Collaço.

Filiado ao Partido Social Democrático (1945-2003) (PSD), após a extinção deste filiou-se à Aliança Renovadora Nacional (ARENA), foi eleito vereador de Braço do Norte na 5ª legislatura (1973 — 1977), sendo eleito presidente da câmara.
Foi sepultado no Cemitério Municipal de Braço do Norte.

## Ponte
A nova ponte a ser construída sobre o rio Braço do Norte, denominada Ponte Celso Kindermann, ligando os bairros Centro e Lado da União, teve sua construção autorizada no ano de 2018.